# Brion, Isère
Brion är en kommun i departementet Isère i regionen Auvergne-Rhône-Alpes i sydöstra Frankrike. Kommunen ligger i kantonen Saint-Étienne-de-Saint-Geoirs som tillhör arrondissementet Grenoble. År 2022 hade Brion 142 invånare.

## Befolkningsutveckling
Antalet invånare i kommunen Brion
Referens:INSEE